# Photoscotosia pallifasciaria
Photoscotosia pallifasciaria là một loài bướm đêm trong họ Geometridae.